# Estadio Ricardo Tulio Maya
El Complejo Polideportivo Ricardo Tulio Maya, es un estadio multipropósito usado principalmente para la práctica del fútbol y el atletismo, localizado en Ciudad Bolívar, capital del Estado Bolívar en la Región de Guayana, al sur del país sudamericano de Venezuela. Actualmente es sede del equipo de fútbol Angostura Fútbol Club, que participa en la Primera División de Venezuela. El estadio ha sido utilizado para diversos eventos deportivos, entre ellos el Cuadrangular preparatorio de la selección de fútbol de Venezuela sub-20 en 2010 o los XV Juegos Nacionales Escolares de 2013. Posee espacios administrativos y estacionamiento, y el gobierno del estado Bolívar ha planteado la posibilidad de que el espacio sea expandido.